# Чепмен, Эдвард
Эдвард Чепмен (англ. Edward Chapman; 13 октября 1901 — 9 августа 1977) — британский актёр театра и кино.

## Биография
После окончания школы работал в банке. В 1924 году впервые попробовал свои силы в театре. С 1925 года играл на сцене театров Лондона.
В 1928 году на игру Чепмена обратил внимание Альфред Хичкок, который дал ему роль в своём фильме «Юнона и павлин» (1930). После успешного показа Чепмен стал активно сниматься в кино.
В начале Второй мировой войны он прервал съёмки и добровольцем вступил к Военно-воздушные силы Великобритании. После обучения служил в качестве воздушного разведчика в боевой эскадрильи Спитфайров.
После окончания войны вновь вернулся к съёмкам на студиях Великобритании. Сыграл вместе с Норманом Уиздомом в цикле кинокомедий о похождениях мистера Питкина.
С 1965 года играл, в основном, характерные роли на телевидении. Его последней была роль в 9-серийном телефильме BBC «The Onedin Line», снятом в 1971—1972 годах
На свою жизнь снялся более чем в 100 кинофильмах.
Умер от сердечного приступа в Брайтоне.

## Избранная фильмография
- 1930 — Юнона и павлин
- 1930 — Убийство! — Тед Маркхэм
- 1931 — Нечестная игра — Докер
- 1936 — Человек, который умел творить чудеса — майор Григсби
- 1936 — Облик грядущего — Пиппа Пассворти / Раймонд Пассворти
- 1936 — Рембрандт — Карел Фабрициус
- 1940 — Гордая долина — Дик Перри
- 1947 — В воскресенье всегда идёт дождь — Джордж Сэндигейт
- 1947 — Человек октября — мистер Пичи
- 1949 — В бегах — главный инспектор Митчелл
- 1950 — Мадлен — доктор Томпсон
- 1950 — Ночь и город — Хоскинс
- 1958 — Мистер Питкин в тылу врага — мистер Гримсдейл
- 1960 — Школа для негодяев — Глодбридж
- 1960 — Порода Бульдог — мистер Филпотс
- 1963 — Приключения Питкина в больнице — мистер Гримсдейл
- 1965 — Ранняя пташка — мистер Гримсдейл